# 鮑忠
鮑 忠（ほう ちゅう）は、中国の小説『三国志演義』に登場する架空の人物。
済北の相・鮑信の弟として、『演義』第5回に登場する。反董卓連合軍の先陣に孫堅が選ばれると、鮑信はこれを妬み、鮑忠を呼んで孫堅を出し抜いて手柄を得ることを目論むと、鮑忠もそれに賛同。兄と共に密かに3000の軍勢を率いて抜け駆けして汜水関へ出撃する。ところが、それを察した董卓配下の驍騎校尉で汜水関の守将・華雄に急襲され、鮑忠は華雄の薙刀により斬り落とされてしまう。華雄は、鮑忠の首級を董卓の下に送り届け、都督に任命されている。
なお史実における鮑信の弟の名は鮑韜である。鮑韜は、兄や曹操の軍に加わって董卓配下の徐栄と交戦し、戦死した。
吉川英治の『三国志』では、兄に命じられて鮑信だけで500の手勢を率いて奇襲を仕掛けに向かうことになっているが、結局は華雄に察知されて包囲・殲滅された。